# Sân bay Begumpet
Sân bay Begumpet (IATA: HYD, ICAO: VOHY) tại Hyderabad, cũng gọi là Sân bay Hyderabad, trước đây, đây là sân bay quốc tế duy nhất ở bang Telangana. Đây là một civil enclave tọa lạc tại Begumpet. Sân bay cũng là nơi có Học viện Hàng không Andhra Pradesh và Doanh trại Không lực Begumpet và Không lực Ấn Độ.
Begumpet có hai nhà ga hành khách: Nhà ga quốc tế Rajiv Gandhi và Nhà ga quốc nội NTR nằm trong một mô đun đến chung. Sân bay này phục vụ các tuyến quốc tế và nội địa cho Hyderabad và là sân bay bận rộn thứ 6 Ấn Độ, là trung tâm của hãng Air Sahara với 126 chuyến bay. Sân bay này đã được chuyển qua thành sân bay huấn luyện quân sự và các tuyến VIP do đã bị Sân bay quốc tế Rajiv Gandhi thay thế. Công suất tối đa sân bay này là phục vụ 20.000 khách mỗi ngày với 250 lượt chuyến.